# Kanton Monclar
Kanton Monclar (francouzsky Canton de Monclar) je francouzský kanton v departementu Lot-et-Garonne v regionu Akvitánie. Tvoří ho devět obcí.

## Obce kantonu
- Fongrave
- Monclar
- Montastruc
- Pinel-Hauterive
- Saint-Étienne-de-Fougères
- Saint-Pastour
- Tombebœuf
- Tourtrès
- Villebramar